# Гвінейська затока
Гвіне́йська зато́ка — затока в Атлантичному океані, біля берегів Екваторіальної Африки. Площа — 1 533 тис. км². Найбільша глибина — 6 363 м. Температура води — 25—27 °C.
На крайньому північному сході ділиться на дві затоки — Біафра і Бенін. У Гвінейській затоці розташовані острови материкового й вулканічного походження (Біоко (в минулому Фернандо-По), Принсіпі, Сан-Томе тощо).
Солоність — 34—35 ‰, поблизу гирл річок (Нігер, Вольта, Огове, Конго тощо) знижується до 20—30 ‰.
Припливи півдобові, їхня величина до 2,7 м.

## Межі
Міжнародна гідрографічна організація встановила межі Гвінейської затоки:
- Лінія прямує на південний схід від мису Пальмас, Ліберія до мису Лопес, Габон (0°38′ пд. ш. 8°42′ сх. д. / 0.633° пд. ш. 8.700° сх. д.)

## Клімат
Акваторія затоки лежить в екваторіальному кліматичному поясі. Увесь рік панують екваторіальні повітряні маси. Клімат спекотний і вологий зі слабкими нестійкими вітрами. Сезонні амплітуди температури повітря часто менші за добові. Вітри слабкі й нестійкі. Зволоження надмірне, часті зливи й грози.

## Біологія
Акваторія затоки поділяється на 6 морських екорегіонів атлантичної тропічної зоогеографічної провінції (уздовж узбережжя з півдня на північ): ангольський, південногвінейський, центральногвінейський, островів Гвінейської затоки, гвінейського апвеллінгу, західногвінейський. У зоогеографічному відношенні донна фауна континентального шельфу й острівних мілин до глибини 200 м відноситься до східної атлантичної області тропічної зони.

## Острови Гвінейської затоки
Гвінейська затока має низку островів, найбільші з яких знаходяться у напрямку SW-NE, утворюючи Камерунську лінію.
Аннобон, також відомий як Пагалу або Пігалу, — острів, який є частиною Екваторіальної Гвінеї.
Острів Бобовасі — острів біля західного узбережжя Африки у Гвінейській затоці, є частиною Західного регіону Гани.
Біоко — острів біля узбережжя Амбазонії, Камерун у Гвінейській затоці під суверенітетом Екваторіальної Гвінеї.
Кориско — острів, що належить Екваторіальній Гвінеї.
Елобей-Гранде та Елобей-Чіко — два невеликі острови, що належать Екваторіальній Гвінеї.
Сан-Томе і Принсіпі (офіційно Демократична Республіка Сан-Томе і Принсіпі) — португаломовна острівна держава у Гвінейській затоці, яка стала незалежною від Португалії в 1975 році. Вона розташована біля західного екваторіального узбережжя Африки та складається з двох островів, Сан-Томе та Принсіпі. Вони розташовані приблизно за 250—225 км відповідно від північно-західного узбережжя Габону. Обидва острови є частиною вулканічного гірського масиву.

## Головні порти
- Тема, Аккра, Такораді (Гана)
- Ломе (Того)
- Лагос (Нігерія)
- Лібревіль (Габон)
- Пуент-Нуар (Республіка Конго)
- Луанда (Ангола).